# الحجر المحروق
قرية الحجر المحروق هي إحدى القرى التابعة لمركز الدلنجات في محافظة البحيرة في جمهورية مصر العربية. حسب إحصاءات سنة 2006، بلغ إجمالي السكان في الحجر المحروق 10206 نسمة، منهم 5278 رجل و4928 امرأة.

## التاريخ
قرية الحجر المحروق من القرى القديمة، حيث وردت باسم «الحجر المحروق» في أعمال الكفور الشاسعة ضمن قرى الروك الصلاحي التي أحصاها ابن مماتي في كتاب قوانين الدواوين، كما وردت باسم «الحجر المحروق» في أعمال البحيرة ضمن قرى الروك الناصري التي أحصاها ابن الجيعان في كتاب «التحفة السنية بأسماء البلاد المصرية». وفي العصر العثماني وردت باسم «الحجر المحروق» في التربيع العثماني الذي أجراه الوالي العثماني سليمان باشا الخادم في عصر السلطان العثماني سليمان القانوني ضمن قرى ولاية البحيرة، وفي تاريخ 1228هـ/1813م الذي عدّ قرى مصر بعد المسح الذي قام به محمد علي باشا باسم «الحجر المحروق» ضمن قرى مديرية البحيرة.